# HMS E53
HMS E53 – brytyjski okręt podwodny typu E. Zbudowany w latach 1915–1916 w William Beardmore, Dalmuir, gdzie okręt został wodowany 30 stycznia 1916 roku. Rozpoczął służbę w Royal Navy 1 marca 1916 roku. Pierwszym dowódcą został Lt. Cdr. John B. Glencross.
W 1916 roku należał do Dziewiątej Flotylli Okrętów Podwodnych (9th Submarine Flotilla) stacjonującej w Harwich.
6 września 1922 roku został sprzedany firmie Beard.